# Ausztrália az 1960. évi téli olimpiai játékokon
Ausztrália az egyesült államokbeli Squaw Valleyben megrendezett 1960. évi téli olimpiai játékok egyik részt vevő nemzete volt. Az országot az olimpián 6 sportágban 30 sportoló képviselte, akik érmet nem szereztek.

## Alpesisí
Férfi
| Versenyző       | Versenyszám      | 1. futam | 1. futam | 2. futam | 2. futam | Összesítés | Összesítés |
| Versenyző       | Versenyszám      | Idő      | Hely.    | Idő      | Hely.    | Idő        | Helyezés   |
| --------------- | ---------------- | -------- | -------- | -------- | -------- | ---------- | ---------- |
| Peter Brockhoff | Lesiklás         |          |          |          |          | 2:39,7     | 57.        |
| Peter Brockhoff | Műlesiklás       | 1:27,3   | 43.      | 1:24,4   | 29.      | 2:51,7     | 30.        |
| Peter Brockhoff | Óriás-műlesiklás |          |          |          |          | kizárták   | kizárták   |
| Bill Day        | Lesiklás         |          |          |          |          | 2:30,5     | 52.        |
| Bill Day        | Műlesiklás       | 1:22,1   | 32.      | kizárták | kizárták | kiesett    | kiesett    |
| Bill Day        | Óriás-műlesiklás |          |          |          |          | 2:12,2     | 41.        |

Női
| Versenyző      | Versenyszám      | 1. futam | 1. futam | 2. futam | 2. futam | Összesítés | Összesítés |
| Versenyző      | Versenyszám      | Idő      | Hely.    | Idő      | Hely.    | Idő        | Helyezés   |
| -------------- | ---------------- | -------- | -------- | -------- | -------- | ---------- | ---------- |
| Christine Davy | Lesiklás         |          |          |          |          | 1:50,6     | 27.        |
| Christine Davy | Műlesiklás       | 1:13,1   | 38.*     | 1:04,1   | 24.      | 2:17,2     | 29.        |
| Christine Davy | Óriás-műlesiklás |          |          |          |          | 1:50,7     | 32.        |

* - egy másik versenyzővel azonos eredményt ért el

## Északi összetett
| Versenyző  | Síugrás  | Síugrás  | Síugrás  | Síugrás  | Síugrás  | Síugrás  | Síugrás | Síugrás | Sífutás   | Sífutás | Sífutás | Összesítés | Összesítés |
| Versenyző  | 1. ugrás | 1. ugrás | 2. ugrás | 2. ugrás | 3. ugrás | 3. ugrás | Össz.   | Össz.   | Sífutás   | Sífutás | Sífutás | Összesítés | Összesítés |
| Versenyző  | Távolság | Pont     | Távolság | Pont     | Távolság | Pont     | Pont    | Hely.   | Idő       | Pont    | Hely.   | Pont       | Helyezés   |
| ---------- | -------- | -------- | -------- | -------- | -------- | -------- | ------- | ------- | --------- | ------- | ------- | ---------- | ---------- |
| Hal Nerdal | 43,0     | 72,0     | 41,5     | 66,0     | 40,5     | (65,5)   | 138,0   | 33.     | 1:10:15,6 | 194,387 | 30.     | 332,387    | 31.        |

## Gyorskorcsolya
Férfi
| Versenyző    | Versenyszám | Eredmény | Helyezés |
| ------------ | ----------- | -------- | -------- |
| Colin Hickey | 500 m       | 41,3     | 13.      |
| Colin Hickey | 1500 m      | 2:16,1   | 14.      |
| Roy Tutty    | 500 m       | 43,5     | 35.      |
| Roy Tutty    | 1500 m      | 2:23,8   | 37.      |

## Jégkorong
| Ausztrál férfi jégkorongcsapat-játékoskeret                                           | Ausztrál férfi jégkorongcsapat-játékoskeret                                                  | Ausztrál férfi jégkorongcsapat-játékoskeret                           |
| ------------------------------------------------------------------------------------- | -------------------------------------------------------------------------------------------- | --------------------------------------------------------------------- |
| - Ben Acton - Ron Amess - David Cunningham - Noel Derrick - Vic Ekberg - Basil Hansen | - Clive Hitch - Russell Jones - Noel McLoughlin - John Nicholas - Peter Parrott - Ken Pawley | - Robert Reid - Steve Tikal - John Thomas - Ivo Veseley - Ken Wellman |

### Eredmények
Csoportkör
C csoport
| Csapat           | M | Gy | D | V | G+ | G– | Gk  | P |
| ---------------- | - | -- | - | - | -- | -- | --- | - |
| Egyesült Államok | 2 | 2  | 0 | 0 | 19 | 6  | +13 | 4 |
| Csehszlovákia    | 2 | 1  | 0 | 1 | 23 | 8  | +15 | 2 |
| Ausztrália       | 2 | 0  | 0 | 2 | 2  | 30 | –28 | 0 |

| 1960. február 20. | Csehszlovákia (TCH) | 18 – 1 (7–1, 3–0, 8–0) | Ausztrália | Squaw Valley |

|  |  |  |  |  |
|  |  |  |  |  |
|  |  |  |  |  |
|  |  |  |  |  |

| 1960. február 21. | Egyesült Államok (USA) | 12 – 1 (6–0, 3–0, 3–1) | Ausztrália | Squaw Valley |

|  |  |  |  |  |
|  |  |  |  |  |
|  |  |  |  |  |
|  |  |  |  |  |

Helyosztó csoportkör
| 1960. február 22. | Finnország (FIN) | 14 – 1 (8–1, 4–0, 2–0) | Ausztrália | Squaw Valley |

|  |  |  |  |  |
|  |  |  |  |  |
|  |  |  |  |  |
|  |  |  |  |  |

| 1960. február 24. | Japán (JPN) | 13 – 2 (3–0, 4–0, 6–2) | Ausztrália | Squaw Valley |

|  |  |  |  |  |
|  |  |  |  |  |
|  |  |  |  |  |
|  |  |  |  |  |

| 1960. február 25. | Finnország (FIN) | 19 – 2 (6–1, 5–1, 8–0) | Ausztrália | Squaw Valley |

|  |  |  |  |  |
|  |  |  |  |  |
|  |  |  |  |  |
|  |  |  |  |  |

| 1960. február 27. | Japán (JPN) | 11 – 3 (6–0, 2–1, 3–2) | Ausztrália | Squaw Valley |

|  |  |  |  |  |
|  |  |  |  |  |
|  |  |  |  |  |
|  |  |  |  |  |

Végeredmény
| Csapat     | M | Gy | D | V | G+ | G– | Gk  | P |
| ---------- | - | -- | - | - | -- | -- | --- | - |
| Finnország | 4 | 3  | 1 | 0 | 51 | 12 | +39 | 7 |
| Japán      | 4 | 2  | 1 | 1 | 33 | 23 | +10 | 5 |
| Ausztrália | 4 | 0  | 0 | 4 | 8  | 57 | –49 | 0 |

| Csapat     | Helyezés |
| ---------- | -------- |
| Ausztrália | 9.       |

## Műkorcsolya
| Versenyző                     | Versenyszám  | Kötelező elemek   | Kötelező elemek | Kűr               | Kűr   | Összesítés                     | Összesítés                     | Összesítés                     | Összesítés                     | Összesítés                     | Összesítés                     | Összesítés                     | Összesítés                     | Összesítés                     | Összesítés        | Összesítés        | Összesítés  | Összesítés | Összesítés |
| Versenyző                     | Versenyszám  | Kötelező elemek   | Kötelező elemek | Kűr               | Kűr   | Helyezési pontszámok bírónként | Helyezési pontszámok bírónként | Helyezési pontszámok bírónként | Helyezési pontszámok bírónként | Helyezési pontszámok bírónként | Helyezési pontszámok bírónként | Helyezési pontszámok bírónként | Helyezési pontszámok bírónként | Helyezési pontszámok bírónként | Több. hely. száma | Több. hely. össz. | Hely. össz. | Pont       | Helyezés   |
| Versenyző                     | Versenyszám  | Több. hely. száma | Hely.           | Több. hely. száma | Hely. | 1                              | 2                              | 3                              | 4                              | 5                              | 6                              | 7                              | 8                              | 9                              | Több. hely. száma | Több. hely. össz. | Hely. össz. | Pont       | Helyezés   |
| ----------------------------- | ------------ | ----------------- | --------------- | ----------------- | ----- | ------------------------------ | ------------------------------ | ------------------------------ | ------------------------------ | ------------------------------ | ------------------------------ | ------------------------------ | ------------------------------ | ------------------------------ | ----------------- | ----------------- | ----------- | ---------- | ---------- |
| Tim Spencer                   | Férfi egyéni | 5×17+             | 18.             | 6×12+             | 11.   | 17,0                           | 16,0                           | 17,0                           | 16,0                           | 15,0                           | 16,0                           | 13,0                           | 17,0                           | 15,0                           | 6×16+             | 91,0              | 142,0       | 1171,2     | 17.        |
| Bill Cherrell                 | Férfi egyéni | 9×19+             | 19.             | 9×18+             | 18.   | 18,0                           | 18,0                           | 18,0                           | 18,0                           | 18,0                           | 18,0                           | 18,0                           | 18,0                           | 18,0                           | 9×18+             | 162,0             | 162,0       | 1042,2     | 18.        |
| Aileen Shaw                   | Női egyéni   | 6×25+             | 25.             | 8×24+             | 24.   | 24,0                           | 25,0                           | 24,0                           | 25,0                           | 24,0                           | 25,0                           | 24,0                           | 25,0                           | 25,0                           | 9×25+             | 221,0             | 221,0       | 965,7      | 24.        |
| Mary Wilson                   | Női egyéni   | 9×26+             | 26.             | 9×26+             | 26.   | 26,0                           | 26,0                           | 26,0                           | 24,0                           | 26,0                           | 26,0                           | 26,0                           | 26,0                           | 26,0                           | 9×26+             | 232,0             | 232,0       | 890,2      | 26.        |
| Jacqueline Mason Mervyn Bower | Páros        |                   |                 |                   |       | 11,0                           | 11,0                           | 13,0                           | 11,0                           | 13,0                           | 12,0                           | 12,0                           |                                |                                | 5×12+             | 57,0              | 83,0        | 63,7       | 12.        |

## Sífutás
Férfi
| Versenyző       | Versenyszám | Eredmény  | Helyezés |
| --------------- | ----------- | --------- | -------- |
| Richard Walpole | 15 km       | 1:06:48,3 | 51.      |